# Rencontres de femmes (chanson)
Pour l’article homonyme, voir Rencontres de femmes (album).
Singles de Mireille Mathieu
Après toi
(1986) La Marseillaise
(1988)
Pistes de Rencontres de femmes
Je veux te dire
Rencontres de femmes est une chanson interprétée par la chanteuse française Mireille Mathieu et publiée en France en 1987 chez Ariola.

## Crédits du45 tours
Mireille est accompagnée par le grand orchestre de Jean Claudric pour Rencontres de femmes et L'Enfant volant.
La photo de la pochette est de Peter Wessbrich.

## Reprises
Les deux chansons du 45 tours seront repris en italien par la chanteuse pour son album Tour de l'Europe, publié en 1987 en Allemagne. Rencontres de femmes devient Dona senza éta et L'Enfant volant devient Vola, vola.

## Principaux supports discographiques
Rencontres de femmes se retrouve pour la première fois sur le 74e 45 tours français de la chanteuse sorti en 1987 chez Ariola avec ce titre en face A et L'Enfant volant en face B. Elle se retrouvera également sur l'album Rencontres de femmes paru la même année chez Ariola également.

## Autres versions
Une autre version de ce 45 tours sortira en France en 1987 avec la même référence du 45 tours mais avec des titres différents : en face A se trouve L'Enfant volant et en face B se trouve la chanson Je suis revenue vers toi.